# Wajśrawana

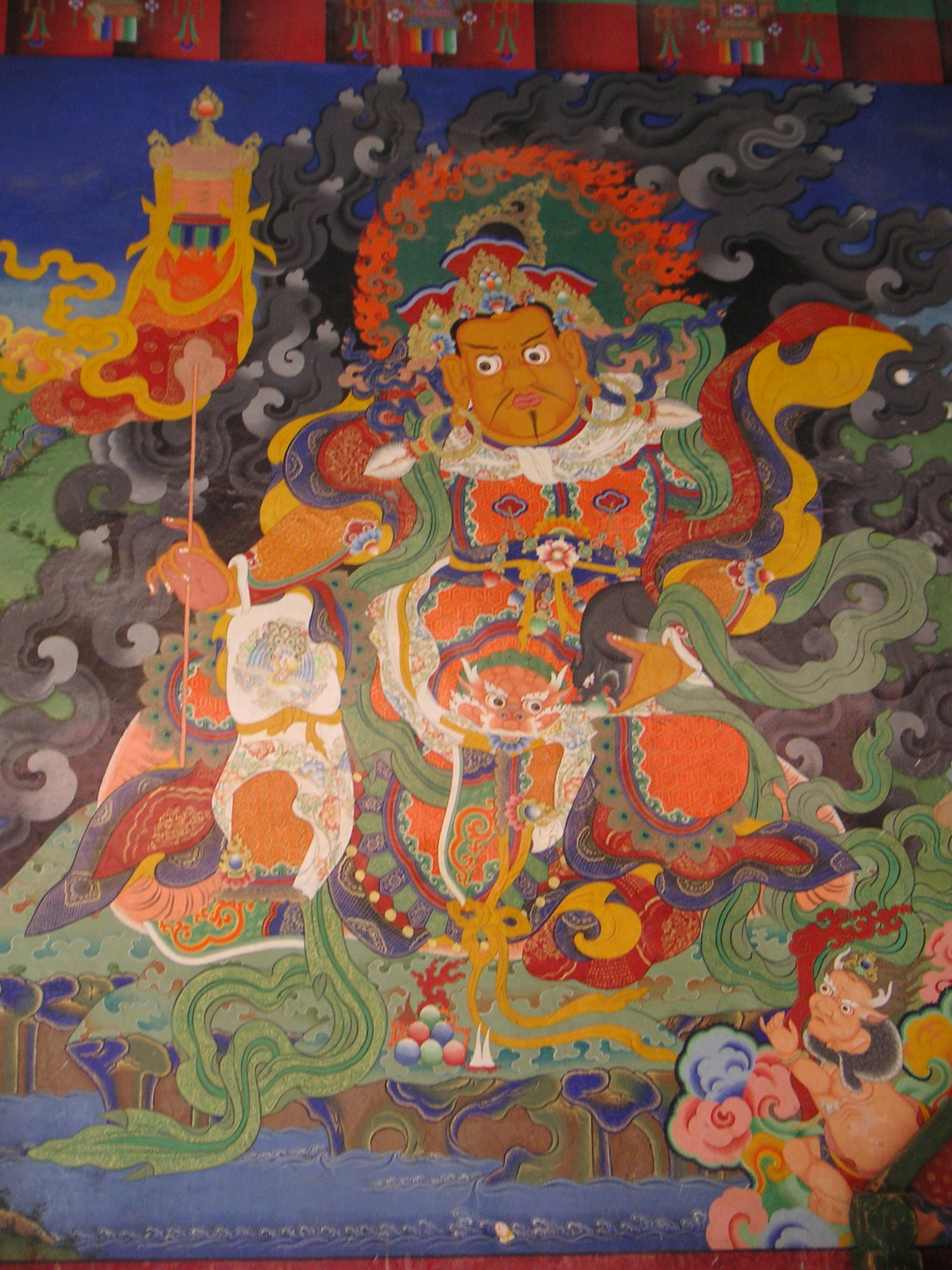
Namthose, malowidło naścienne w Ladakhu

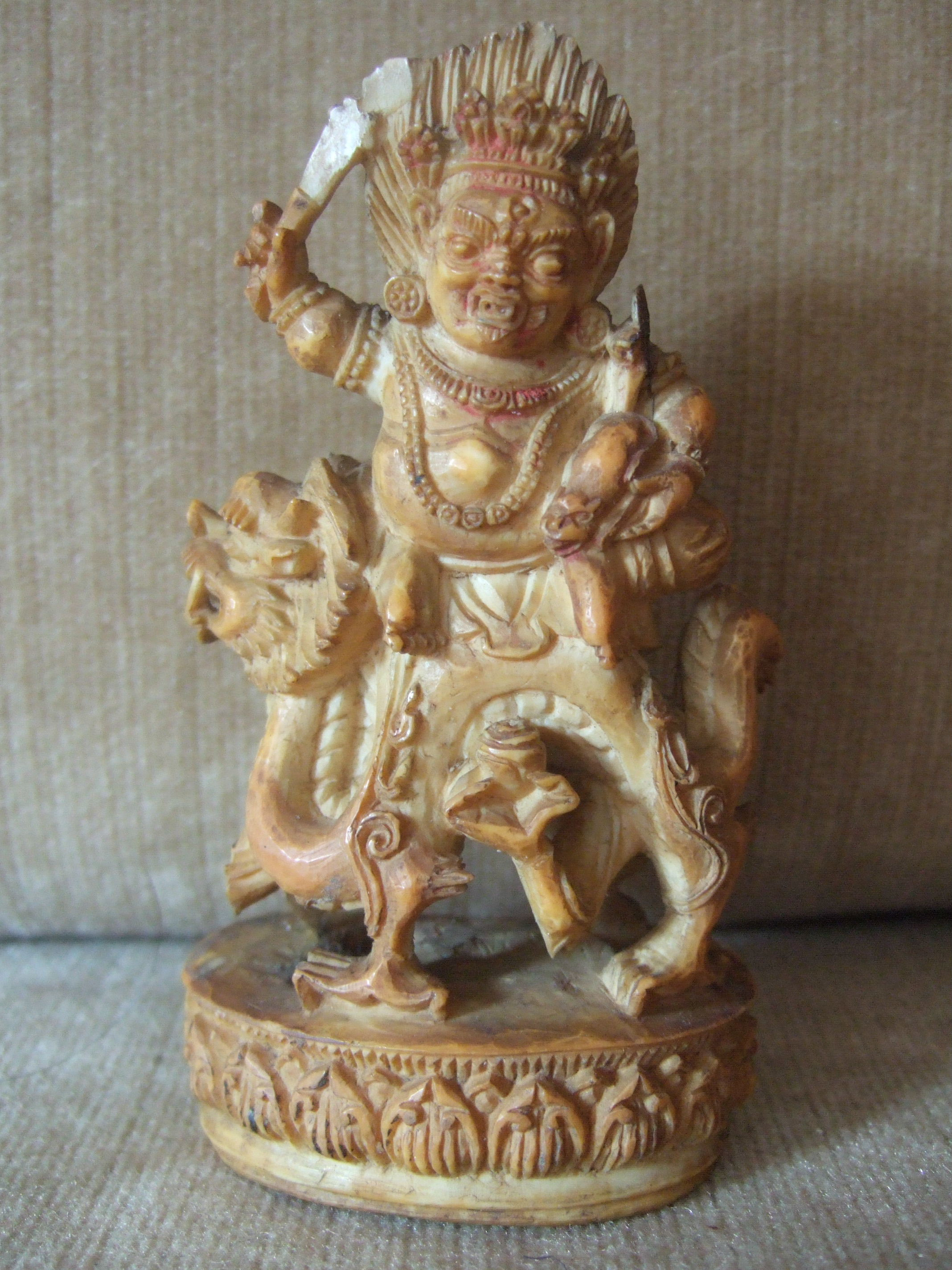
Jambhala, tybetański posążek z kości słoniowej XVIII w.

Wajśrawana (sanskryt: वैश्रवण Vaiśravaṇa; pali: वेस्सवण Vessavaṇa) – bóstwo buddyjskie, jeden tzw. Czterech Niebiańskich Królów, strażnik północy i główny obrońca.
Inne nazwy:
- język tybetański: རྣམ་ཐོས་སྲས Namthöse (transliteracja Wyliego: rnam.thos.sras)
- język tajski: ท้าวกุเวร Thao Kuwen lub ท้าวเวสสุวรรณ Thao Vessuwan
- język chiński: 多聞天 pinyin: Duōwéntiān; 毘沙門天 pinyin: Píshāméntiān
- język koreański: 다문천왕 Damun Cheonwang
- język japoński: 多聞天 Tamonten (gdy jest jednym z Czterech Królów) lub 毘沙門(天) Bishamon(ten) (gdy jest oddzielnym bóstwem)
- język wietnamski: Tỳ Sa Môn thiên vương lub Đa Văn thiên vương

## Historia
Pierwowzorem jest popularny hinduski bóg Kubera, który w Wedach jest wspomniany jako książę demonów i duchów żyjących w cieniach. Był synem mędrca Wiśrawasa. Jego kult został przeniesiony z Indii do Chotanu, gdzie otrzymał nazwę Wajśrawana. Około VII wieku kult ten dotarł do Chin, gdzie był czczony pod nazwą Pishamen. W Chinach był kojarzony z bramami oraz murami i dlatego stał się obrońcą miast i klasztorów. Ponieważ w Chinach wierzono, iż na północy znajdują się największe skarby, jako najważniejszy z Czterech Niebiańskich Królów był także strażnikiem północy. Zarządza także zimą. Od XIII wieku był czczony w całych Chinach. Był związany także z cnotą godności.
Z Chin jego kult został przeniesiony do Wietnamu i Japonii. W Wietnamie pojawił się pod koniec X wieku jako Tý Sa Môn Thiên Vương. Pełnił rolę protektora Dharmy buddyjskiej oraz Wietnamu. Według wierzeń odpowiadał na modlitwy cesarzy wietnamskich i pomagał w odpieraniu chińskich inwazji. W ikonografii reprezentował cechy zarówno chińskie jak i indyjskie.
W Japonii był także uważany za boga medycyny. Był głównym bóstwem Chōgosonshi-ji na górze Shigi, w pobliżu Nary. W XII wieku namalowano poświęcony mu zwój "Shigisan Engi Emaki", który odnosił się do cudownego wyleczenia cesarza Daigo (pan. 898–930) i cudów wykonywanych przez pustelnika Myōrena, jego wyznawcy. Od okresu Heian Bishamonten stał się głównym bóstwem synkretycznego sanktuarium na górze Kurama, gdzie był czczony jako bóg bogactwa Kubira lub Konpira. W średniowieczu jego imię nadawano wojownikom, gdyż uważano go za ich patrona. Wierzono także, iż posiada niezmierzone bogactwa i rozdziela "dziesięć rodzajów skarbów lub powodzenia". Dlatego w XVII wieku został dołączony do listy siedmiu bogów dobrego szczęścia (Shichifukujin). Jego posłańcem stała się wtedy jadowita stonoga.
Pomimo podobnych atrybutów bóstwo hinduskie i buddyjskie wykazuje szereg różnic co do funkcji i związanych z nimi mitów. Sanskrycka nazwa Vaiśravaṇa oznacza dosłownie "słyszący wiele (nauk)", to samo przekazują chińskie znaki. Dodatkowo na Dalekim Wschodzie bóg ten stopił się z lokalną religijnością ludową i częściowo uniezależnił od oficjalnej tradycji buddyjskiej. Wajśrawana jest strażnikiem (dharmapāla) północnej strony świata, jego siedzibą jest północna strona góry Sumeru. Jest wodzem jakszów, półboskich istot z mitologii indyjskiej.

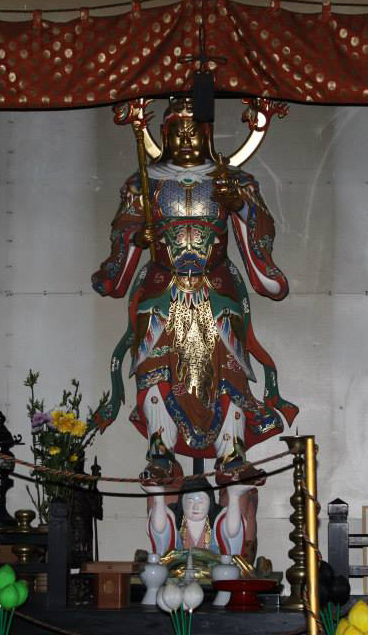
Tōbatsu Bishamonten z Chosui-ji w Fukuoce

## Ikonografia
Indie
W Indiach jego symbolami były flaga, klejnot i mangusta. Często przedstawiany z żółtą twarzą. Dzierży parasol (ćhatra) jako symbol władzy, często występuje przy nim mangusta, będąca wrogiem węży, symbolizujących chciwość.
Chiny
W Chinach przestawiany był jako czarny, dlatego nazywany był "czarnym wojownikiem". Jego symbolami były klejnot i wąż. Mógł być także różowy, bezbrody, trzymający parasol i szczura.
Wietnam
W Wietnamie łączył cechy tak chińskie jak i indyjskie.
Japonia
W Japonii często jego głównymi atrybutami są stupa i dzida, rzadziej trójząb i kij. W "Ryōbu Mandara", mandali shingon, Bishamonten jest wyjątkowo przedstawiany w pozycji siedzącej, w "yogāsanie", koronie na głowie. W lewej ręce trzymanej na poziomie ramienia trzyma relikwiarz w postaci stupy, a w prawej – kij mądrości. W malarstwie przedstawiany jest zwykle w pozycji stojącej, depczący demona pod stopą. W rzeźbie, jego formy są bardziej ustalone – zwykle stoi a jego zbroja jest częściowo zakryta szatą ozdobioną "siedmioma drogocennymi klejnotami". Jego twarz jest zwykle niebieska. W malarstwie i rzeźbie jego okrągła aureola ma czasem osiem promieni kończących się wadżrami.
W Japonii jest często przedstawiany jako depczący dwa demony, które przybierają czasem zwierzęcą formę (jak np. w klasztorze Hōryū w Narze). Interpretuje się je jako Lambę (jap. Nirambā) i Wilambę (czasem Wajrambha) (jap. Biranba). Np. odmiana nazywana Tōbatsu Bishamonten nosi bardzo ciężką zbroję i jego stopy wspierane są przez Nirambę i Biranbę. Pomiędzy nimi znajduje się Pṛthivī (Prithiwi) (jap. Chiten) lub Winajaka – demon przeszkód, którego Tōbatsu Bishamonten zamierza pokonać. Ta odmiana Bishamontena może być także ukazywana z dwunastoma ramionami i czterema głowami, jadąca na lwie (szczególnie w mandalach i Butsuzōzui).
Wajśrawana może przybierać wiele różnych form, może być jednym z jego jakszów – Samdźnieją (skt Samjñeya, jap. Jinja Taishō, Sanshi Taishō lub Shōryōchi Taishō). Jego twarz wyraża wtedy dziką ekspresję a włosy są rozwichrzone. Stoi na skale, nosi naszyjnik z czaszek a jego dłonie i stopy maja pazury. Na jego brzuchu leży głowa dziecka. Lewą ręką potrząsa wężem.
W taimitsu (odgałęzieniu szkoły tendai) jest bóstwem ezoterycznym, łączy się tam wyobrażenie Bishamontena z Kichijōtenem (skt Śrī) i umieszcza plecami do siebie. To podwójne bóstwo nosi nazwę Sōshin Bishamonten. Jest tak rzadko pokazywane, że właściwie nikt go nie widział.
W średniowieczu wyobrażeniom Bishamontena towarzyszyły czasami wyobrażenia Jūni-shinshō, czyli dwunastu wojowników buddy Bhajszadźjaguru. Uważa się, że być może reprezentują oni armię  jakszów Bishamontena. Uważa się także, iż Bishamonten rozkazuje ośmiu (lub szesnastu) dużym jakszom, z których niektórzy są zbuddyzowanymi Kami, jak np. Jūrokuyashashin z góry Koya.

## Wajśrawana w tradycji tybetańskiej
W Tybecie Wajśrawana (Namthöse) często zlewa się z Dzambalą, swoim ministrem. Często pokryty jest klejnotami, co symbolizuje bogactwo. Od Kubery różni go ikonograficznie owoc cytrusowy "dźambhala".

## Wajśrawana w tradycji japońskiej

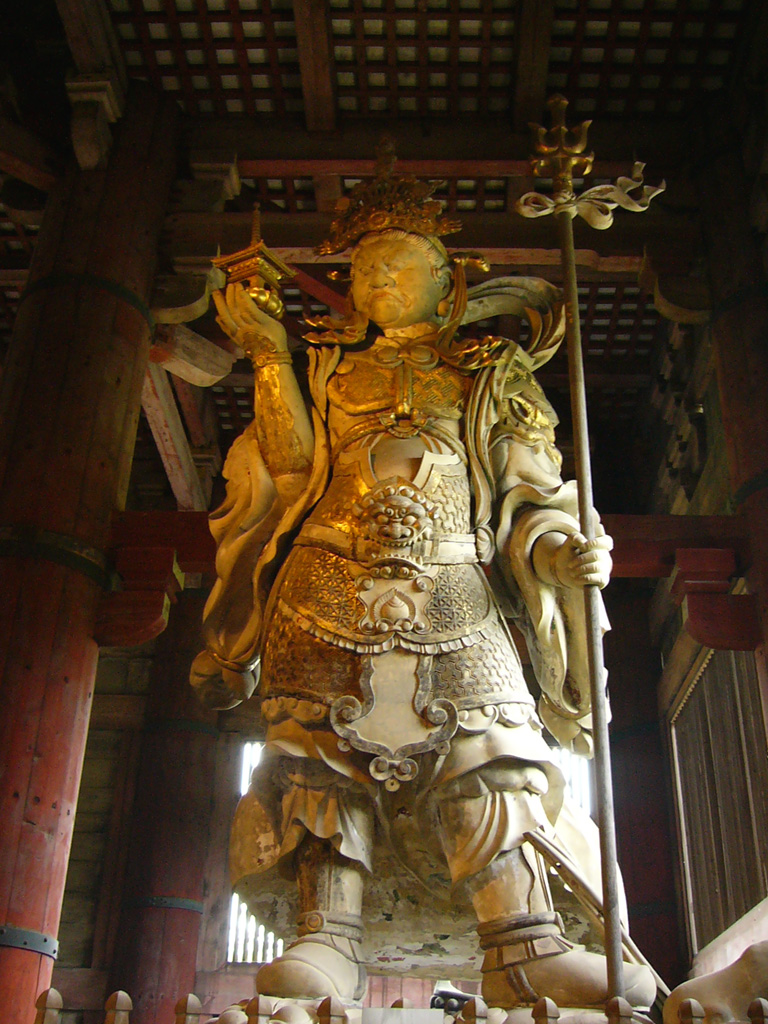
Bishamon w Tōdai-ji w Nara

W Japonii Bishamonten (毘沙門天),lub Bishamon (毘沙門) przedstawiany jest w zbroi wojownika, karzącego złoczyńców. W jednej ręce trzyma włócznię, a w drugiej niewielką pagodę, symbolizującą skarbiec, którego jednocześnie strzeże i z którego rozdaje bogactwa. W folklorze japońskim jest jednym z Siedmiu Bogów Szczęścia.